# Adwokat

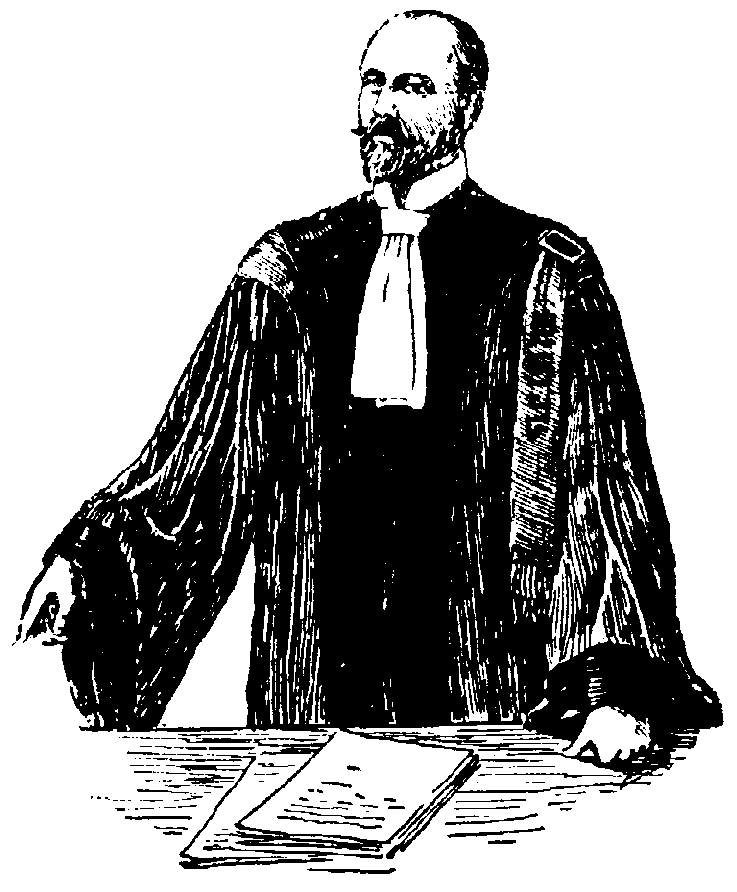
Francuski adwokat, ilustracja z początku XX wieku

Adwokat (łac. advocatus „przywołany [do pomocy]”) – zawód zaufania publicznego, prawnik świadczący pomoc prawną, uprawniony do występowania przed organami ścigania, sądami i urzędami, udzielaniu porad prawnych, sporządzaniu opinii prawnych, opracowywaniu projektów aktów prawnych, tworzeniem umów, statutów a także innych dokumentów, mających charakter prawny.

## Definicja adwokata w ujęciu prawa polskiego
Adwokat jest jednym z zawodów prawniczych działających w Polsce. Status adwokata został uregulowany ustawą z dnia 26 maja 1982 roku Prawo o adwokaturze. Zgodnie z jej brzmieniem, adwokat musi spełniać określone wymagania kwalifikacyjne i posiadać odpowiednie wykształcenie prawnicze.
Adwokat jest osobą posiadającą uprawnienia do udzielania porad prawnych, reprezentowania klientów przed sądami powszechnymi i innymi organami państwowymi. W postępowaniach sądowych adwokat działa jako pełnomocnik procesowy, przedstawiając argumenty i dowody mające na celu obronę interesów swojego klienta.
Adwokat może także prowadzić obronę oskarżonych w sprawach karnych. Ponadto adwokat zajmuje się udzielaniem porad prawnych klientom, które obejmują interpretację przepisów prawa, przygotowuje i opiniuje umowy, reprezentuje klientów w negocjacjach oraz pomaga rozstrzygać spory pozasądowe.
W celu zostania adwokatem w Polsce, konieczne jest ukończenie studiów prawniczych na wyższej uczelni, uzyskanie tytułu magistra prawa oraz odbycie aplikacji adwokackiej. Aplikacja trwa trzy lata i obejmuje praktyczne szkolenie oraz zdanie egzaminu przed komisją egzaminacyjną. Po pozytywnym ukończeniu aplikacji adwokackiej, absolwent otrzymuje tytuł adwokata poprzez wpis na listę adwokatów i może prowadzić praktykę adwokacką.
Ważnym aspektem praktyki adwokackiej w Polsce jest przestrzeganie zasad etyki adwokackiej. Adwokat jest zobowiązany do zachowania tajemnicy zawodowej, niezależności, uczciwości oraz dbania o dobro klienta. Zasady etyki adwokackiej są uregulowane w Kodeksie Etyki Adwokackiej, który określa standardy postępowania zawodowego dla adwokatów. Adwokatura w Polsce odgrywa ważną rolę w zapewnianiu dostępu do sprawiedliwości i ochrony prawnej dla obywateli. Adwokaci pełnią istotną funkcję w systemie wymiaru sprawiedliwości, zapewniając reprezentację prawną i profesjonalne doradztwo prawnicze swoim klientom.

## Historia adwokatury w Polsce
Prawdopodobnie już w XIII wieku wykształciła się instytucja znanego w innych krajach europejskich "prolokutora" (prolocutor), czyli podpowiadacza (w staropolskim nazywanego "przyprawcą" lub "piercem"). Prolokutor występował w procesie obok strony i służył jej wsparciem dzięki swojej znajomości sztywnych formułek charakterystycznych dla ówczesnego postępowania sądowego. Wygląda na to, że już w XIV wieku ta instytucja zanikła lub połączyła się z funkcją prokuratora (procurator). Prokurator był już pełnomocnikiem procesowym, który działał w imieniu strony na podstawie ustnego upoważnienia danej strony przed sądem.
Później, w sądownictwie kościelnym, pojawiły się dokumenty pełnomocnictwa, które następnie zostały przeniesione do sądownictwa świeckiego pod wpływem duchownych.
W XIV wieku pojawił się prokurator, działający zamiast strony na podstawie ustnego umocowania. Pierwsze regulacje dotyczące zastępstwa procesowego pojawiły się w Statutach Kazimierza Wielkiego. W XVI wieku sformułowano wymagania formalne dla zastępców procesowych, zwanych patronami.
W XVIII wieku pojawiły się propozycje pełnej regulacji adwokatury, ale większość z nich nie została przyjęta. W czasie Sejmu Wielkiego pojawił się postulat zorganizowania adwokatury na wzór samorządu, ale nie został zrealizowany. Rozbiory Polski i upadek Rzeczypospolitej uniemożliwiły dalszy rozwój adwokatury w Polsce.
W okresie Księstwa Warszawskiego wprowadzono organizację adwokatury, ale została związana z ustrojem sądownictwa.
Po upadku Księstwa Warszawskiego i przywróceniu zaborów, adwokatura w Polsce była związana z systemami prawnymi państw okupacyjnych. W Królestwie Polskim pod zaborem rosyjskim, wprowadzono w 1810 r. instytucję adwokata (advokata), który miał prawo reprezentować strony w procesach sądowych. W Królestwie Polskim pod zaborem pruskim, adwokatura funkcjonowała na podobnych zasadach, a w 1849 r. wprowadzono Kodeks Adwokacki, który uregulował jej organizację i działanie.
Po odzyskaniu niepodległości w 1918 r., adwokatura polska stała się integralną częścią polskiego systemu prawnego. W 1919 r. powołano do życia Naczelny Sąd Adwokacki, organ samorządu adwokackiego, który nadzoruje wykonywanie zawodu adwokata i dba o przestrzeganie etyki zawodowej. Adwokatura pełni ważną rolę w systemie wymiaru sprawiedliwości, zapewniając obywatelom pomoc prawną i reprezentację w procesach sądowych.
W ciągu wieków adwokatura przeszła wiele zmian i ewolucji, dostosowując się do potrzeb społecznych i prawnych. Obecnie adwokat pełni kluczową rolę jako reprezentant i doradca prawny klienta, zapewniając mu ochronę praw i sprawiedliwość w systemie prawnym.
Współczesna struktura adwokatury w Polsce została ustanowiona ustawą z 26 maja 1982 roku Prawo o adwokaturze. Ustawa ta określa zasady i warunki wykonywania zawodu adwokata, proces kwalifikacyjny, obowiązki etyczne oraz organizację samorządu adwokackiego.

## Kwalifikacje i edukacja adwokata
Droga do zostania adwokatem w Polsce wymaga spełnienia określonych wymagań kwalifikacyjnych i ukończenie odpowiedniego procesu edukacyjnego. Pierwszym krokiem na drodze do zostania adwokatem jest uzyskanie wykształcenia prawniczego na wyższej uczelni. W Polsce wymaga się ukończenia pięcioletnich studiów prawniczych na wydziale prawa, które kończą się uzyskaniem tytułu magistra prawa.
Po ukończeniu studiów prawniczych, absolwent musi odbyć aplikację adwokacką, która jest kolejnym etapem procesu zostania adwokatem. Aplikacja trwa trzy lata i kończy się zdaniem egzaminu przed komisją egzaminacyjną. Celem aplikacji adwokackiej jest przygotowanie aplikanta do należytego i samodzielnego wykonywania zawodu adwokata, w szczególności wykształcenie umiejętności z zakresu zastępstwa procesowego, sporządzania pism, umów i opinii oraz przyswojenie zasad wykonywania zawodu.
Szkolenie obejmuje praktyczne zaznajomienie się z różnymi dziedzinami prawa, w tym procesem sądowym, negocjacjami i udzielaniem porad prawnych. Pozytywne zaliczenie wszystkich wymaganych egzaminów aplikacyjnych jest niezbędne do uzyskania wpisu na listę, otrzymania tytułu adwokata i prowadzenia praktyki adwokackiej.
Ważnym elementem praktyki adwokackiej w Polsce jest nieustanne doskonalenie zawodowe. Adwokaci są zobowiązani do uczestnictwa w szkoleniach i kursach, które pozwalają na aktualizację wiedzy prawniczej oraz śledzenie zmian i aktualizacji w przepisach prawnych. Złożony i długi proces edukacyjny ma na celu zapewnienie wysokiej jakości usług prawnych oraz przestrzeganie zasad etyki i standardów zawodu adwokata w Polsce.

## Zadania i funkcje adwokata w ujęciu prawa polskiego
Adwokaci pełnią istotną rolę w systemie polskiego wymiaru sprawiedliwości, przyczyniając się do zapewnienia sprawiedliwości i ochrony prawnej obywateli. Kluczowe wartości i zadania związane z działalnością adwokacką to przede wszystkim:
- Zagwarantowanie równości przed prawem – adwokaci są gwarantem równości przed prawem. Ich zadaniem jest reprezentowanie klientów niezależnie od ich pozycji społecznej, majątkowej, czy politycznej. Adwokat działa jako obrońca praw i interesów swojego klienta, dążąc do zapewnienia równego dostępu do wymiaru sprawiedliwości dla wszystkich obywateli
- Obrona praw człowieka – adwokaci w Polsce odgrywają istotną rolę w obronie praw człowieka. Poprzez reprezentowanie klientów, adwokaci chronią podstawowe prawa i wolności jednostki, dbając o przestrzeganie standardów międzynarodowych oraz polskiego prawa w zakresie praw człowieka
- Zapewnienie sprawiedliwości – adwokaci są kluczowymi uczestnikami postępowań sądowych. Poprzez skuteczną reprezentację, adwokaci dążą do zapewnienia, że interesy ich klientów są należycie uwzględniane i brane pod uwagę w procesie rozstrzygania sporów.
- Świadczenie pomocy prawnej osobom potrzebującym – adwokaci w Polsce angażują się również w działania pro publico bono, tj. świadczenie bezpłatnej pomocy prawnej osobom, które nie są w stanie samodzielnie jej sobie zapewnić. Ta inicjatywa ma na celu zagwarantowanie, że dostęp do prawnej pomocy nie zależy od sytuacji majątkowej czy społecznej, promując tym samym równość i sprawiedliwość.

Adwokatura w Polsce odgrywa istotną rolę w zapewnianiu obywatelom należytej sprawiedliwości w obrębie obowiązującego systemu prawa, działając na rzecz ochrony praw i interesów reprezentowanych klientów, przestrzegając zasad równości i sprawiedliwości. Warto wymienić niektóre z kluczowych obowiązków adwokata:
- Udzielanie porad prawnych – Adwokat ma obowiązek udzielania klientom profesjonalnych porad prawnych. Porady prawne obejmują interpretację przepisów prawa, przygotowywanie i opiniowanie umów, analizę dokumentów prawnych oraz udzielanie wsparcia i doradztwa w kwestiach prawnych.
- Reprezentacja przed sądami – Jednym z głównych zadań adwokata jest reprezentowanie klientów przed sądami. Adwokat działa jako pełnomocnik procesowy i reprezentuje interesy swoich klientów w postępowaniach cywilnych, administracyjnych i karnych. Podczas rozpraw adwokat przedstawia argumenty, wnioski i dowody mające na celu obronę swojego klienta.
- Negocjacje i mediacje – Adwokat może pełnić rolę mediatora lub negocjatora w celu rozwiązania sporów pozasądowych. W ramach tej funkcji adwokat stara się osiągnąć porozumienie między stronami sporu, wykorzystując swoje umiejętności negocjacyjne i rozwiązywanie konfliktów w sposób zgodny z prawem oraz etyką adwokacką.
- Obrona w postępowaniu karnym – Adwokat może prowadzić obronę oskarżonych w sprawach karnych. Jest to istotna rola adwokata, polegająca na reprezentowaniu interesów swojego klienta w trakcie postępowania sądowego, zapewniając jednocześnie, że jego prawa procesowe są należycie przestrzegane
- Doradztwo w zakresie prawa i prowadzenie spraw w imieniu reprezentowanych osób i podmiotów – Adwokat służy klientom jako swoisty doradca prawny, udzielając im wsparcia i wskazówek w różnorakich dziedzinach prawa. Może pomagać w przygotowywaniu dokumentów prawnych, negocjacjach kontraktowych, sporządzaniu umów oraz w prowadzeniu spraw prawnych na rzecz klientów.
- Zachowanie tajemnicy adwokackiej – Jednym z fundamentalnych obowiązków adwokata w Polsce jest zachowanie tajemnicy zawodowej. Adwokat ma obowiązek chronić poufność informacji, które uzyskuje od reprezentowanego klienta w ramach świadczenia dla niego usług prawnych. Jest to kluczowy element zaufania pomiędzy adwokatem a klientem. Adwokat pełni rolę niezależnego i niezawisłego prawnika, który działa w interesie swojego klienta. Jego zadaniem jest zapewnienie profesjonalnej pomocy prawnej, ochrony prawnej i reprezentacji w ramach systemu prawnego. Przestrzeganie etyki zawodowej oraz zasad uczciwości i bezstronności są kluczowymi wartościami, które adwokat w Polsce powinien respektować w swojej pracy.

## Samorząd adwokacki i zasady etyki zawodowej
Adwokaci w Polsce działają w ramach samorządu adwokackiego, który jest odpowiedzialny za regulację i nadzór nad wykonywaniem zawodu adwokata.
Samorząd adwokacki pełni istotną rolę w zapewnianiu wysokiej jakości usług prawnych oraz przestrzeganiu zasad etyki zawodowej.
Samorządy adwokackie tworzą Izby adwokackie, które są organami reprezentującymi interesy adwokatury. W Polsce funkcjonują 24 izby adwokackie, których zadaniem jest nadzór nad praktyką adwokacką, reprezentowanie adwokatów i promowanie wysokich standardów zawodowych.
Ponadto w Izbach Adwokackich powoływana jest Okręgowa Rada Adwokacka, która pełni istotną rolę w regulowaniu i nadzorowaniu zawodu adwokackiego. Odpowiada ilości Izb Adwokackich, w związku z czym jest ich również 24. Składa się z dziekana, pięciu do piętnastu członków i z dwóch do czterech zastępców członków.
Do zakresu działania okręgowej rady adwokackiej należą wszystkie sprawy adwokatury, których załatwienia ustawa nie zastrzega organom adwokatury oraz innym organom izb adwokackich, organom zespołów adwokackich lub organom państwowym.
Samorząd adwokacki odpowiada za sprawowanie nadzoru dyscyplinarnego nad adwokatami. W przypadku naruszenia zasad etyki zawodowej, izby adwokackie mają uprawnienia do wszczęcia postępowania dyscyplinarnego oraz nałożenia sankcji dyscyplinarnych, takich jak upomnienie, nagana, zawieszenie w prawach adwokackich lub wykreślenie z listy adwokatów.
Samorząd adwokacki odgrywa także istotną rolę w zapewnianiu kształcenia i doskonalenia zawodowego adwokatów. Organizowane są szkolenia, kursy oraz programy edukacyjne, które mają na celu aktualizację wiedzy prawnej, rozwijanie umiejętności praktycznych oraz podnoszenie standardów zawodowych adwokatów.
Ponadto adwokaci w Polsce są zobowiązani do przestrzegania Kodeksu Etyki Zawodowej, który stanowi zbiór zasad postępowania etycznego dla adwokatów i ma na celu zapewnienie odpowiedniego standardu usług prawnych oraz ochronę interesów klientów. Kodeks etyki zawodowej określa m.in. zasady lojalności wobec klienta, tajemnicy adwokackiej, uczciwości, niezależności oraz rzetelności wykonywania zawodu. Samorząd adwokacki i zasady etyki zawodowej adwokatów w Polsce mają na celu zapewnienie ochrony interesów klientów oraz podtrzymywanie zaufania społecznego do zawodu adwokata. Adwokaci mają obowiązek działać w najlepszym interesie swoich klientów, zachowując poufność informacji, dbając o uczciwość i rzetelność w swojej pracy.